# El Faro (diari)
El Faro és un diari digital del Salvador que es va fundar el 25 d'abril de 1998 i és considerat el primer diari creat exclusivament per a internet a tota Amèrica Llatina sense tenir una edició impresa.
La primera publicació es va fer el 14 de maig de 1998. El diari va néixer amb el propòsit de ser «una línia editorial independent que defensa la llibertat de premsa i expressió, i promou una anàlisi crítica de la realitat nacional i regional, fet que li ha permès mantenir una postura editorial crítica davant dels diferents governs, tant de dreta com d'esquerra». El Faro sempre «s'ha mantingut fidel a la idea que el periodisme és important per al desenvolupament de la democràcia d'un país, és per això que el paper d'aquest mitjà ha estat sempre brindar informació de manera transparent».

## Història
El Faro va ser fundat pel periodista Carlos Dada, salvadorenc d'origen grec i palestí, i l'empresari Jorge Simán, també salvadorenc d'origen palestí, el 25 d'abril del 1998. Dada va ser director editorial des de la fundació del diari fins al setembre del 2014, quan el periodista espanyol José Luis Sanz va assumir el càrrec fins al desembre del 2020. Simán va estar a la direcció de negocis fins al 2015. Dada i Simán van ser els únics accionistes durant 17 anys, fins que el 2014 es van incorporar com a accionistes els periodistes Sergio Arauz, Daniel Valencia, Óscar Martínez, Carlos Martínez, Ricardo Vaquerano i Élmer Menjívar.
Una de les investigacions més destacades d'El Faro va ser «Así Matamos a monseñor Romero», realitzada el 2010. Va consistir en una entrevista realitzada per Carlos Dada al capità Álvaro Saravia, membre de la Força Armada del Salvador durant la Guerra Civil del Salvador, en què es revelen dades sobre l'assassinat del sacerdot Óscar Romero l'any 1980.
Una altra de les investigacions realitzades per El Faro, i que li va concedir gran popularitat va ser «El Càrtel de Texis», el 2011. Una organització conformada per Adolfo Tórrez (exdirigent d'ARENA) i Roberto Silva Pereira (exdiputat del Partido de Concertación Nacional) en aliança amb diputats, policies, alcaldes i pandilleros de la zona nord-occidental del Salvador, que operava al Caminito, la via del Salvador al tràfic internacional de drogues sud-americanes que viatgen rumb als Estats Units d'Amèrica. De la mà d'aquesta investigació arribaria el cas d'Adolfo Tórrez, en què arran de l'àudio d'una trucada entre Tórrez i el diputat Silva Pereira, publicada per El Faro, Tórrez es va treure la vida.
Des del 2010, El Faro organitza el Fòrum Centreamericà de Periodisme, projecte que ha rebut l'auspici de l'Open Society Foundations, del Programa de les Nacions Unides per al Desenvolupament i de l'Agència Espanyola de Cooperació Internacional per al Desenvolupament, entre d'altres.
El Faro va ser el mitjà que l'organització WikiLeaks va escollir per a lliurar en exclusiva els documents confidencials sobre El Salvador, Hondures i Guatemala. Amb aquest projecte, El Faro va descobrir al món la crisi humanitària que viuen els migrants centreamericans en territori mexicà. Durant més d'un any (d'octubre de 2008 a desembre de 2009), l'equip compost pel cronista Óscar Martínez, la directora salvadorenca Andrea Carpio, la documentalista israeliana Keren Shayo i els fotògrafs espanyols Edu Ponces i Toni Arnau i l'argentí Eduardo Soteras, del col·lectiu Ruido Photo, van recórrer els camins de la migració a Mèxic com a part de «En el camino». Les cròniques, fotoreportatges i un documental va ser el producte d'aquest projecte. Els llibres van ser coeditats amb les editorials Icaria i Blume, i el documental va ser postproduït durant vuit mesos entre Mèxic i l'Escola Internacional de Cinema i Televisió de Cuba.
«Sala Negra» va ser un espai de periodisme especialitzat que va abordar per primera vegada a la regió centreamericana la seguretat pública i la violència sota l'enfocament del fenomen del crim organitzat i el narcotràfic.
El 2011, Carlos Dada va obtenir el Premi María Moors-Cabot de la Universitat de Colúmbia. Altres reconeixements que han rebut són el Premi Ortega y Gasset de Periodisme 2011, en la categoria de Periodisme digital, per al cronista Carlos Martínez i el fotoperiodista Bernat Camps, i el premi de la Fundació Gabriel García Márquez per al Nou Periodisme Iberoamericà el 2016.

## Denúncies i amenaces
El Faro va interposar una denúncia davant la Comissió Interamericana de Drets Humans (CIDH) pel bloqueig a les conferències de premsa i altres accions en contra de la llibertat d'expressió de part del president del Salvador, Nayib Bukele, i alguns membres del seu gabinet. Un dels primers actes de censura va ocórrer el setembre de 2019. La dinàmica d'estigmatització i conflicte amb els mitjans de comunicació independents es va intensificar el 2020 en el context de la pandèmia de Covid19, contra altres mitjans com Revista Factum i GatoEncerrado. El 30 de setembre de 2020, els representants legals d'El Faro van procedir a denunciar-les davant la Fiscalia per la possible comissió d'un delicte d'apologia i incitació pública de terrorisme, entre altres delictes. El febrer de 2021, la CIDH va atorgar mesures cautelars a 34 membres d'El Faro per «la situació de gravetat i urgència de risc de dany irreparable als seus drets», ja que han estat objecte de «fustigació, amenaces i intimidacions» per les seves activitats periodístiques.
Entre juny de 2020 i novembre de 2021 els telèfons de la majoria dels seus empleats van ser hackejats amb Pegasus, un programari espia que alguns governs empren. Almenys 22 empleats van estar sota vigilància per mitjà de 226 intervencions diferents.